# Lijst van eredoctoraten van de Katholieke Universiteit Leuven
De universitaire eredoctoraten worden normaal toegekend en uitgereikt tijdens het patroonsfeest van de KU Leuven op Maria Lichtmis, 2 februari, of de eerstvolgende maandag volgend op die datum. In 2016 en 2017 werd het patroonsfeest met de uitreiking van de eredoctoraten ingepland op de eerste woensdagnamiddag van het tweede semester.

## Universitaire eredoctoraten vanaf 1951
- 1951: Boudewijn I van België
- 1961: Albert II van België

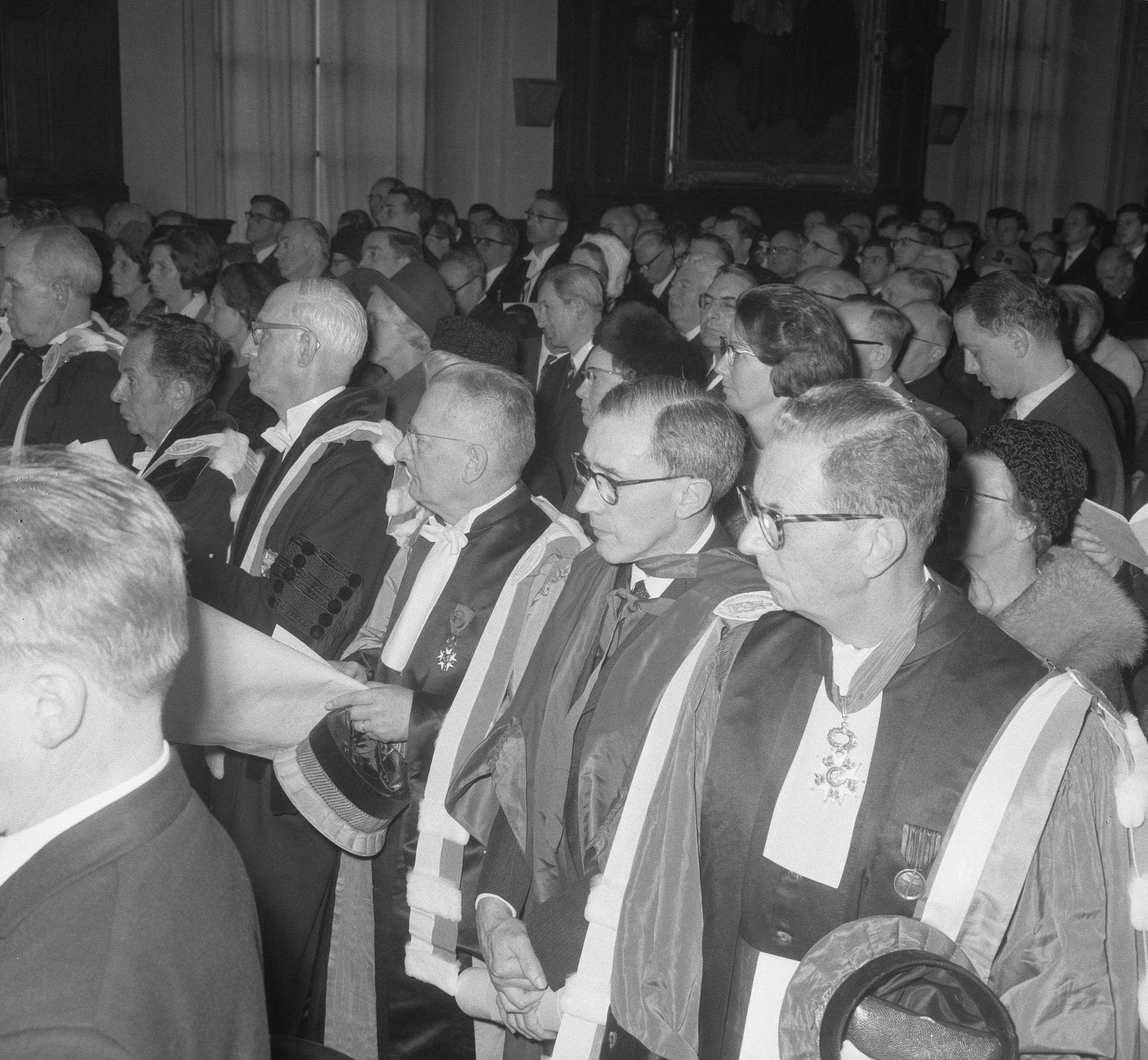
Doctores honoris causa 1966 van de Katholieke Universiteit Leuven

- 1966: Léopold Senghor, Stefan Wyszyński, André Michael Lwoff, Clyde Summers, Charles Enrique Dent, Raymond Lebègue, Pierre Montet
- 1967: Willem Visser 't Hooft, Walter Hallstein, Eugene Wigner
- 1968: U Thant
- 1971: Johannes Willebrands, Jan Tinbergen, F. Peeters
- 1972: Leo Kaprio, John Kenneth Galbraith, Karl Rahner
- 1973: Sicco Mansholt, Raymond Aron, R.J. Huebner
- 1974: G. Langemeyer, G. Billanovich, Edward Schillebeeckx, O. Kahn-Freund
- 1975: Kurt Waldheim, Paulo Freire, Chih-Tang Sah (facultair: Anton van Wilderode)
- 1976: Addeke Hendrik Boerma, Jerome S. Bruner, Alfred Chandler, Claude Cheysson, J.E. Dekkers, J. Esser, T.A. Lambo, Emmanuel Levinas, Rudolf Mössbauer, Frits Philips, Ronald Syme, S. Williams
- 1977: Eugène Ionesco, Ralf Dahrendorf, K. Hall
- 1978: Walter Fiers, Theodore Hesburgh, Elia Kazan, Nicolas Valticos
- 1979: Rafael Caldera Rodriguez, Roy Jenkins, Joseph-Albert Malula, Krzysztof Penderecki
- 1980: Norman Rasmussen, Nadine Gordimer, Gabriel Richet, Óscar Romero
- 1981: V. Brailovski, Willem A. Grootaers, N.L. Kusters, Maria Rosseels, J. Wozniakowski
- 1982: Paul Janssen, Ernst Heinrich Kossmann, Jacques Le Goff, Aloísio Lorscheider
- 1983: Helmut Schmidt, Jean Pictet
- 1984: Joseph Bernardin, Christian de Duve, M.R. Hillerman, Raoul van Caenegem
- 1985: Pierre-Gilles de Gennes, Umberto Eco, Jon Sobrino
- 1986: H.G. Hers, R.A. McCormick, Robert Parr, Richard von Weizsäcker
- 1987: Alfred Daelemans, Jacques Delors, Robert Gallo
- 1988: Denis Hurley, André Leysen, August Vanistendael, Alex Müller
- 1989: Jacques Derrida, Claire M. J. Vellut, Henk van der Plas, Victor Brailovsky
- 1990: Roger Louis Schutz-Marsauche, Michael Rutter, Tadeusz Mazowiecki, Michael F. Ashby
- 1991: Michel Falise, Jean Leclant, Hans F. Zacher
- 1992: Walter Bodmer, Donald Broadbent, H.C. Jones, Max Wildiers
- 1993: Niklas Luhmann, Rafael Moneo, Laurent Monsengwo Pasinya, Stephen Peckham
- 1994: Jan Engelbert van Arenberg, Johan Jørgen Holst, Ed van den Heuvel
- 1995: Eugene Fama, Hella Haasse, Jürgen Moltmann, Roger Tsien
- 1996: Bartholomeus I, Raymond Dwek, Helmut Kohl, Gerard 't Hooft
- 1997: Juan Carlos, Alan Greenspan, Philippe Herreweghe, Martha Nussbaum, Ahmed Zewail
- 1998: Heinrich von Pierer, Peter Sellars, Muhammad Yunus, John Thomas Potts jr.
- 1999: Masao Doi, Jean-Marc Ela, Gavriel Salomon
- 2000: Jean-Luc Dehaene, Jeanne Devos, Mildred Dresselhaus, Mary Robinson
- 2001: Hans U. Gerber, Paul Kennedy, Michel Mayor, Elisabeth Nabel, Pedro Sanchez, Robert Steadward, Robert J. Sternberg
- 2002: Filip van België, Carla Del Ponte, Lord Browne of Madingley, Domenico Lenarduzzi
- 2003: Gerhard Ertl, Walter Kasper, Kai Simons, Mario Vargas Llosa, Catherine Verfaillie
- 2004: Manuel Castells, Michel Georges, Quentin Robert Duthie Skinner
- 2005: Gerard Kleisterlee, Roger Penrose, John Edward Sexton
- 2006: Mary-Claire King, Valentin Y. Mudimbe
- 2007: Roberto Benigni, David Grossman, Rem Koolhaas, Sigiswald Kuijken
- 2008: John Braithwaite, Bert Brunekreef, Daniel Pauly
- 2009: Marjane Satrapi, Sari Nusseibeh, Abdullahi Ahmed An-Na'im, Paolo Dall'Oglio (uitreiking samen met de Université catholique de Louvain)
- 2010: Radhika Coomaraswamy, Christopher Colclough, Jean-Pierre en Luc Dardenne, Giacomo Rizzolatti en Vittorio Gallese
- 2011: Rowan Williams, Maria Nowak, Claudio Magris en Timothy Garton Ash
- 2012:
  - Uitreiking bij het patroonsfeest van Maria Lichtmis op 2 februari: Laura Carstensen, John Clarkson, Roger Coleman, John Myles en Mary Tinetti
  - Uitreiking tijdens het Internationaal Forum op 1 juni: Herman Van Rompuy, Jacques Rogge, Navanethem Pillay, Helga Nowotny, James Utterback, Christian Thielemann en Aubert de Villaine
- 2013: Rita Carter, Leon Chua, Tamás Roska, Antonio Damasio, Hugues Duffau en Dennis Selkoe
- 2014: Neera Adarkar, Abhijit Vinayak Banerjee, Michael Marmot en Fiona Stanley
- 2015:
  - Uitreiking bij het patroonsfeest van Maria Lichtmis op 2 februari: Philippe Claudel, Carl Folke, Rakesh Jain en Brainard Guy Peters
  - Uitreiking op 28 mei: Ban Ki-moon
  - Uitreiking op 10 juni: Michelle Bachelet
- 2016: Alessandro Baricco, Peter N. Bouckaert, Anantha Chandrakasan, Emmanuelle Charpentier, Jennifer Doudna, Carrie Menkel-Meadow
- 2017:
  - Uitreiking op 12 januari (gezamenlijk met UGent): Angela Merkel
  - Uitreiking op 15 februari n.a.v. het patroonsfeest: James P. Allison en Carl H. June, Theodor Dieter, Louise O. Fresco
  - Uitreiking op 23 november (beschikbaarheid Vestager): Margrethe Vestager
- 2018: Alim Louis Benabid, Thomas Ebbesen, Rosemary Nyirumbe, Martin Wolf
- 2019: Biram Dah Abeid, Abdel Rahman El Bacha, Eric Mazur, Chantal Mouffe, Kypros Nicolaides en Philippe Sands
- 2020: Kimberlé Crenshaw, Liv Hatle, Mae Jemison, Valérie Masson-Delmotte en Nasrin Sotoudeh
- 2021: Zhenan Bao, Hans Clevers, Bruno Latour, Kate Raworth, James 'Jimmy' Volmink
- 2022: Jean-Laurent Casanova, Yvonne Farrell, Shelley McNamara, Philippe Grandjean, Nancy Kanwisher en Juan Maldacena
- 2023: Gareth McKinley, Huda Y. Zoghbi, Joseph Henrich, Karen Sandler, Lucrecia Martel
- 2024: 
  - Uitreiking op 15 februari n.a.v. het patroonsfeest (gezamenlijk met UCLouvain): Seyla Benhabib, Bernard Foccroulle, Theresa Kachindamoto
- 2025: 
  - Uitreiking op 3 februari n.a.v. het patroonsfeest (gezamenlijk met UCLouvain): Frans de Waal, Dokters van de Wereld, Mona Hatoum, Max Roser, Halidou Tinto

## Facultaire eredoctoraten tot 1960
- Simon Deploige
- Armand Thiery
- Eduard Meijers
- Jakob Muyldermans
- 1884: Arthur Verhaegen
- 1887: Guido Gezelle
- 1913: Jan Bols
- 1927: Willem Keesom
- 1937: Cyriel Verschaeve, Marie-Elisabeth Belpaire
- 1939: Adam van Kan
- 1947: Wilhelmina der Nederlanden, Maurice Vaes
- 1954: Pieter-Jan Broekx

## Facultaire eredoctoraten sinds 1997
- Claude Hélène (Farmaceutische Wetenschappen 21/4/1997), Andreas H. Van Wyk, Jochen A. Frowein, André Gouron (Rechten 25/3/1997)
- Myron Scholes (faculteit ETEW 5/5/1998)
- Hugh Ault, Ewoud Hondius, Christian von Bar (faculteit Rechtsgeleerdheid 16/5/2003)
- R.T. Borchardt, A.G.J. Voragen, Manuel de Solà-Morales, Lennart Ljung, P. Ole Fanger, Jean-Pierre Hansen
- Willem J.M. Levelt (faculteit PPW 24/9/2005)
- Allen Guttmann (faculteit Letteren 12/10/2005)
- David P. Baron (faculteit ETEW 8/11/2005)
- Irma Thesleff (faculteit Geneeskunde 24/11/2005)
- Wivina Demeester (faculteit Geneeskunde 29/9/2006)
- Louis-Marie Chauvet (naar aanleiding van de 575ste verjaardag van de Theologische Faculteit in 2007)
- Claude Bouchard (faculteit LO & Kinesitherapie 12/3/2008)
- Claude Mandil (Groep Wetenschap en Technologie 14/5/2008)
- Jared Diamond (Groep Wetenschap en Technologie 13/11/2008)
- Norman Breslow (gezamenlijk uitgereikt door KU Leuven en UHasselt 10/9/2008)
- Bas van Fraassen (HIW 17/12/2008)
- Stephen Raudenbush (faculteit PPW 25/03/2009)
- Willem Roelandts (Groep Wetenschap en Technologie en IMEC 24/11/2009)
- Walter Bär, Peter Barnes, Leslie Benet, Craig Montell en Erik Richter (Groep Biomedische Wetenschappen 26-03-2010)
- Roger Griffin (Faculteit Letteren 27/05/2011)
- Christine Lagarde (Faculteit Economie en Bedrijfswetenschappen 29/10/2012)
- Margareth Bath (Faculteit Bio-ingenieurswetenschappen 30/10/2013)
- Martin Riegel (Faculteit Letteren 05/12/2013)
- Nate Silver (Faculteit Wetenschappen 14/12/2013)
- Justin Yifu Lin (gezamenlijk uitgereikt door Faculteit Economie en Bedrijfswetenschappen en Vlerick Business School 10/9/2014)
- James Whitman (Faculteit Rechtsgeleerdheid 26/02/2015)
- Reinbert de Leeuw (Faculteit Letteren 04/10/2016)
- Lorne Campbell (Faculteit Letteren 20/10/2016)
- Reimund Neugebauer (Faculteit Ingenieurswetenschappen 08/11/2016)
- Ruth DeFries (Faculteit Wetenschappen 31/03/2017)
- John C. Martin (Faculteit Geneeskunde 13/09/2017)
- Terrie Moffitt (Faculteit PPW 14/09/2017)
- Cédric Villani (Faculteit Wetenschappen 10/10/2017)
- Michael Porter (Faculteit Economie en Bedrijfswetenschappen & Campus Kortrijk 08/10/2018)
- Richard Sparks (Faculteit Rechtsgeleerdheid en Criminologische Wetenschappen 25/04/2019)
- Mark Mazower (Faculteiten Letteren en Sociale Wetenschappen 04/05/2019)
- Nteranya Sanginga (VLIR-UOS samen met UGent, VUB, UA en UHasselt 15/05/2019)
- Tommie Smith en John Carlos (Faculteit Bewegings- en Revalidatiewetenschappen 23/06/2022)
- J. Mark G. Williams (Faculteit PPW 08/05/2023)